# Pignon
Pignon (em crioulo, Piyon), é uma comuna do Haiti, situada no departamento do Norte e no arrondissement de Saint-Raphaël. De acordo com o censo de 2003, sua população total é de 29.327 habitantes.